# 华城电池制造厂火灾事故

2024年6月24日上午10时31分，位于韩国京畿道华城市西新面的一家电池制造厂（隸屬於Aricell）发生火灾事故，事故造成23人遇难。此次事故也是自利川物流中心火灾事故以來韓國死亡人數最多的一場火災。

## 事故经过
2024年6月24日上午10时31分，一家电池制造厂的仓库发生了一系列爆炸。火灾始于位于大楼二楼的一个工作站。由于该仓库内存放了超过3.5万块电池，其中含有锂等易燃成分，导致火势迅速蔓延，使大楼中冒出大量白烟并造成了多次爆炸。火灾还造成了大楼屋顶发生大面积倒塌。当时仓库内大约有100名工人。由于爆炸的威力，大块混凝土散落在附近的街道上。
事故发生后，大约145名人员和50台设备被派往现场，但由于锂电池遇水所产生的可燃气体，消防人员始终无法进入厂房内进行救援。爆炸引起的火灾于当日下午3时10分得到控制，并最终于次日8时48分被扑灭。
6月25日上午11时34分，最后1名失踪者的遗体在搜救犬的协助下被发现，最终遇难者人数达到23人。

## 事故原因
工厂二楼存放着3.5万块锂电池，一块电池起火後引起了火灾，并引发其它部分电池出现一系列爆炸。
有消息指出，该工厂在事故发生前几天曾发生过电池起火事故，但消息被迅速封锁。一名遇难者家属表示，在事故发先前的22日也曾发生过锂电池起火的事故，但并未引起关注。另一名遇难者家属则表示，在此之前工厂一度使用灭火器试图灭火，但收效甚微。
该工厂还被证实未经安全检查。工厂所属的Aricell公司于2017年6月签署入驻全谷海洋综合工业园区的合同，并于2018年8月开始运营。在此期间，尽管园区规定企业签署入驻合同后需要在安全管理人员的陪同下进行安全检查，包括检查现场的安全警示标志与消防设备是否齐全等工作，但由于在此之后的定期消防检查并非覆盖园区内所有企业，而是仅抽查其中一家企业进行检查，因此该工厂在2018年接受了消防设施的现场检查后便再未进行相应的安全检查。
此外，虽然根据《消防设施法》，自2018年起，所有6层以上的建筑物都必须安装洒水设施，但由于该工厂竣工于2017年，因此并未配备相关设备。

## 伤亡
京畿道消防本部部长曹善浩报告称，由于事故现场的工人大多为临时工，可能并不熟悉建筑结构。他表示，由于火灾始于仓库二楼，工人可能死于吸入浓烟。遇难者基本上在工厂的二楼罹難。工人们因受火焰和烟雾影響沒有及時通過出口逃出，许多幸存者通过从二楼窗户跳下才得以逃生。
由于大部分工人名册和个人物品都被大火烧毁，除第一名遇难者以外，其余遇难者大多因遗体损毁严重而难以辨认。此外外籍遇难者还需要通过大使馆进行额外的基因检测，因此遇难者的身份识别需要较长时间。
现场共发现22具遇难者遗体，还有1名60岁左右的男性伤者在送医后不治。23名遇难者中17名为中国籍，1名为老挝籍，5名为韩国籍（其中1人为中国移民）。

## 各方反应
- 中华人民共和国：由于本事故中有中国公民遇难，外交部紧急联系驻韩使馆通报现场情况。邢海明大使于24日下午也赶赴现场，会见了中方遇难者家属并予以安抚。邢海明在现场接受媒体采访说，中国共产党和中華人民共和国政府对此高度关注，第一时间指示使馆方面协调韩国有关方面全力开展救治、善后和事故调查等工作。中華人民共和国驻韩国大使馆正同韩方一道，尽最大努力做好事故善后工作。希望韩有关企业吸取沉痛教训，今后不再发生类似事故，切实保障在韩中国公民生命健康安全。[13]
- ：总统尹锡悦在火灾发生后指示称，动用所有可用人力和装备，竭尽全力做好搜救工作。政府也启动了中央灾难安全对策本部，举行跨部门会议，讨论应对事故的方案。[12]韓國政府决定成立由雇佣劳动部、环境部、行政安全部、产业通商资源部和消防厅等组成的“电池等火灾预防应对工作小组”。劳动部将对一次、二次电池制造商的安全管理情况以及聯合其他部門對火灾、爆炸事故高危单位进行联合检查。[14]韓國政府部門還要求發生嚴重火災的華城市電池廠全面停產整頓。[15]